# Оэл
ОЭЛ — общее обозначение для трёх тепловозов, построенных Коломенским машиностроительным заводом в 1930 (ОЭЛ7), 1931 (ОЭЛ6) и 1933 гг. (ОЭЛ10).

## История
В 1927 г. на Коломенском заводе им. В. В. Куйбышева было организовано проектное бюро по тепловозам, и завод начал подготовку к их постройке. В том же году НКПС заказал заводу два опытных маневрово — магистральных тепловоза с дизелями мощностью по 600 л.с. и электрической передачей.
Один тепловоз по первоначальному проекту имел осевую формулу 0-40−0 и индивидуальный привод, а второй — 1-4-1 и групповой привод через отбойный вал. На обоих локомотивах предусматривалась установка одинаковых дизель-генераторов.
При детальном проектировании осевая формула первого тепловоза была изменена на 1-40−0 из-за невозможности получения осевой нагрузки 16 т.
Проекты тепловозов типов 1-40−0 и 1-4-1 разработало проектное бюро Коломенского завода под руководством инженера Б. С. Позднякова и при участии инженера Н. Г. Лугинина.
Оборудование заказали фирме Броун-Бовери (Швейцария), дизели — заводу MAN (Германия), рессорные муфты между дизелем и генератором — заводу Гогенцоллерн и холодильники — заводу Геа.

## Тепловоз ОЭЛ7
В конце 1930 г. был построен тепловоз типа 1-40−0, получивший обозначении ОЭЛ7.
На тепловозе был установлен 6-цилиндровый 4-тактный бескомпрессорный дизель MAN мощностью 600 л.с. при 700 об/мин или 750 л.с. на максимальных оборотах (750 об/мин).
Тяговый генератор при 700 об/мин развивал мощность 380 кВт (сила тока 1410 А, номинальное напряжение 270 В, максимальное напряжение 760 В). В качестве тяговых использовались электродвигатели типа GDTM-524 часовой мощностью 140 кВт (как на тепловозе ЭЭЛ5).
На тепловозе ОЭЛ7 было применено электрическое торможение.
Тепловоз имел полную массу 100 т, сцепную — 85,6 т, максимальную скорость 55 км/ч, силу тяги по сцеплению около 17200 кГ, по часовой мощности тяговых электродвигателей — 11900 кГ. Движущие колёса имели диаметром 1220 мм, тяговые редукторы имели передаточное число 5,73.
После выпуска локомотива с завода он совершил несколько пробных поездок по Октябрьской и Московско-Курской железным дорогам, а затем был отправлен на Ашхабадскую.

## Тепловозы ОЭЛ6 и ОЭЛ10
В ноябре 1931 г. Коломенский завод построил тепловоз типа 1-4-1, получивший обозначение ОЭЛ6. Он имел такой же дизель-генератор, что и тепловоз ОЭЛ7. На раме был установлен один тяговый электродвигатель типа GLM-85/50 часовой мощностью 350 кВт. Электродвигатель через зубчатую передачу приводил во вращение отбойный вал, а тот, в свою очередь при помощи дышловой передачи — движущие колёсные пары с колёсами диаметром 1320 мм. Полная масса тепловоза составляла 100 т, сцепная масса — 72 т, максимальная скорость — 55 км/ч.
На тепловозе было предусмотрено электрическое торможение. Холодильник тепловоза имел необычную конструкцию — вал вентилятора располагался горизонтально и приводился во вращение электродвигателем; воздух при этом выбрасывался не вверх, как обычно, а в стороны.
По типу тепловоза ОЭЛ6 в 1933 г. Коломенский завод построил тепловоз ОЭЛ10, у которого в отличие от тепловозов ОЭЛ7 и ОЭЛ6 не было электрического торможения, а пуск дизеля осуществлялся при помощи сжатого воздуха.
Тепловозы ОЭЛ6 и ОЭЛ10 также были направлены на Ашхабадскую железную дорогу.